# طوماس روذرفورد بريت
طوماس روذرفورد بريت (بالإنجليزية: Thomas Rutherford Brett)‏ هو قاضي ومحامي أمريكي، ولد في 2 أكتوبر 1931 في أوكلاهوما سيتي في الولايات المتحدة.